# Per Lindström
Per Lindström (9 aprile 1936 – Göteborg, 21 agosto 2009) è stato un logico svedese, che diede vita al Teorema di Lindström e al quantificatore di Lindström.

## Biografia
Per Lindström scoprì in modo indipendente il Gioco di Ehrenfeucht-Fraïssé. Fu uno dei più importanti seguaci del filosofo e logico svedese Lars Svenonius.
Nel 1966, ricevette un dottorato dall'Università di Göteborg con una tesi intitolata Some Results in the Theory of Models of First Order Languages (Alcuni risultati nella teoria dei modelli dei linguaggi del primo ordine). Lindström ha insegnato alla Facoltà di Filosofia dell'Università di Göteborg, prima come associato, e dal 1991 come professore di logica. Nel 2001 è andato in pensione.
Nel 1986 fu pubblicato un festschrift in suo onore.
Si spense a Göteborg il 21 agosto 2009.

## Pubblicazioni selezionate
- Per Lindström, First Order Predicate Logic with Generalized Quantifiers, Theoria 32, 1966, 186–195.
- Per Lindström, On Extensions of Elementary Logic, Theoria 35, 1969, 1–11.
- Per Lindström, Aspects of incompleteness, Springer-Verlag, 1997, ISBN 978-3-540-63213-9.; 2aed.ne pubblicata da ASL nel 2003, ISBN 978-1-56881-173-4